# Джон Гулд
Джон Гулд (на английски: John Gould) е английски орнитолог и естествоизпитател.

## Научна дейност
Неговата идентификация на птиците, наречени Галапагоски чинки, като уникална група от 12 различни вида е сред базите, на които стъпва еволюционната теория на Чарлз Дарвин. Той е също и талантлив илюстратор, нарисувал стотици изображения на птици и други животни. Заради приносите му в орнитологията на негово име е наречена австралийската природозащитна организация Лига „Гулд“, занимаваща се с разпространение и утвърждаване на екологично образование.